# Говденко Маріоніла Мойсеївна
Говденко Маріоніла Мойсеївна (23 серпня 1918, Київ – 16 січня 2012, Київ) – український та радянський архітектор-реставратор, історик архітектури, автор реставрації низки архітектурних пам’яток, внесених до списку Всесвітньої спадщини ЮНЕСКО. Дружина Георгія Гнатовича Говденка.

## Життєпис
У 1940 році закінчила Одеський інститут інженерів цивільного і комунального будівництва.
Від 1947 працювала у тресті «Будмонумент» (згодом Республіканські науково-реставраційні майстерні, зараз − інститут  «УкрНДІпроектреставрація»).
У 1955-1956 – старший архітектор науково-дослідного проектного сектора.
У 1956-1969 – головний архітектор  проектів науково-дослідного і проектного сектора.
У 1969-1980 – начальник науково-дослідного реставраційного відділу.
У 1980-1985 – головний архітектор архітектурно-реставраційної майстерні №2.
У 1985-1987 – головний спеціаліст комплексу архітектурно-реставраційних майстерень №1.

## Роботи
За проектами Маріоніли Мойсеївни (частина – у співавторстві) реставровано більше 40 пам’яток архітектури, серед яких:
- Свято-Преображенський собор у місті Ізюм Харківської області (1955–1965)
- Ковнірівський корпус Києво-Печерської лаври (1960–1963)
- Дзвіниця церкви Миколи Доброго у Києві (1968)
- Замок Любарта в Луцьку (1964–1977)
- Замок у Збаражі Тернопільсбкої області (1965–1970)
- Хотинська фортеця в Чернівецькій області (1966–1980)
- Спасо-Преображенський собор в Чернігові (1966–1982)
- Будівлю Чернігівського колегіуму в Чернігові  (1973–1977)
- Кафедральний собор Троїцького монастиря в Чернігові  (1973–1982)
- Миколаївський  собор у Ніжині (1960–1980)
- Воскресенський собор в Сумах (1978)

## Основні публікації
Авторка низки статей з питань історії архітектури: 
- «Ковнірівський корпус відроджено» // «Наука і життя», 1964, № 12
- «Древний архитектурный комплекс в Чернигове» // «СиА», 1987, № 7 (співавт.)
- «Архитектурная керамика главной колокольни Киево-Печерской лавры» // «СиА», 1988, № 10 (співавт.)
- «Києво-Печерська лавра. Варіації на теми реставрації» // «З історії укр. реставрації: Зб.», К., 1996 (співавт.)
- «Спас Чернігівський» // «З історії укр. реставрації: Зб.», К., 1996 (співавт.)
- «Старовинний козацький храм Слобожанщини – Спасо-Преображенський собор в Ізюмі» // «З історії укр. реставрації: Зб.», К., 1996 (співавт.)
- «Іллінська церква в Чернігові. Історія та реставрація» // «З історії укр. реставрації: Зб.», К., 1996 (співавт.)
- «Спасо-Преображенський собор в Катеринославі – ровесник міста» // «З історії укр. реставрації: Зб.», К., 1996 (співавт.)
- «Шедевр барокової архітектури XVII ст. – Миколаївський собор у Ніжині» // «Теорія та історія арх-ри і містобудування: Зб.», К., 1998
- «Чернігівський колегіум» // «Архіт. спадщина України», 2002, № 5.